# Randazzo
Randazzo est une commune de la ville métropolitaine de Catane, dans la région Sicile, en Italie.

## Géographie
Randazzo se trouve au pied de l'Etna.

## Culture
Le baroque se ressent fortement dans l'architecture de la commune. Malheureusement, elle souffre de l'activité volcanique et sismique du secteur.

## Administration
| Période                                  | Période                    | Identité                          | Étiquette                     | Qualité                    |
| ---------------------------------------- | -------------------------- | --------------------------------- | ----------------------------- | -------------------------- |
| 13 décembre 1988                         | 29 mai 1990                | Salvatore Agati                   | Démocratie chrétienne         |                            |
| 29 mai 1990                              | 16 novembre 1992           | Francesco Paolo Rubbino           | Démocratie chrétienne         |                            |
| 23 novembre 1992                         | 8 mars 1993                | Giovanni Germanà                  | Parti démocrate de la gauche  |                            |
| 21 avril 1993                            | 27 juin 1994               | Francesco Lanza                   | Parti socialiste italien      |                            |
| 27 juin 1994                             | 8 juin 1998                | Angela Vecchio                    | liste civique                 |                            |
| 8 juin 1998                              | 10 juin 2003               | Ernesto Del Campo                 | Forza Italia                  |                            |
| 10 juin 2003                             | 1er juillet 2008           | Salvatore Agati                   | Mouvement pour les autonomies |                            |
| 1er juillet 2008                         | 12 juin 2013               | Ernesto Del Campo                 | Le Peuple de la Liberté       |                            |
| 12 juin 2013                             | 10 juin 2018               | Michele Mario Mangione            | Parti démocrate               |                            |
| 13 juin 2018                             | 4 février 2022 (démission) | Francesco Giovanni Emanuele Sgroi | liste civique                 |                            |
| 16 mars 2022                             | juin 2022                  | Filippo Nasca                     |                               | Commissaire extraordinaire |
| juin 2022                                | En cours                   | Francesco Giovanni Emanuele Sgroi | liste civique                 |                            |
| Les données manquantes sont à compléter. |                            |                                   |                               |                            |

### Hameaux
Flascio, Montelaguardia, Murazzorotto

### Communes limitrophes
Adrano, Belpasso, Biancavilla, Bronte, Castiglione di Sicilia, Centuripe, Floresta, Maletto, Nicolosi, Regalbuto, Roccella Valdemone, Sant'Alfio, Santa Domenica Vittoria, Tortorici, Troina, Zafferana Etnea